# Simon Ghraichy
Simon Ghraichy (* 26. September 1985) ist ein Pianist mit libanesischen und mexikanischen Wurzeln. Er lebt in Paris.

## Ausbildung und Auszeichnungen
Nach seiner Kindheit (Libanon, Mexiko, Kanada) studierte Simon Ghraichy mit 16 Jahren am Conservatoire à Rayonnement Régional in Boulogne-Billancourt. 2004 wurde er am Conservatoire National Supérieur de Musique et de Danse de Paris aufgenommen und war 2008 Mitglied der Sibelius-Akademie in Helsinki, wo er von Michel Béroff, Daria Hovora und Tujia Hakkila unterrichtet wurde. Er nahm außerdem an Meisterklassen von Cyprien Katsaris, Jean-Philippe Collard, Gergely Bogányi und Jerome Lowenthal teil.
Gleichzeitig erhielt Simon Ghraichy mehrere internationale Auszeichnungen. Unter anderem gewann er den BNDES (Bank von Brasilien) Wettbewerb, den Manuel M. Ponce Wettbewerb in Mexiko und den Cziffra-Stiftungspreis.

## Karriere
Seine Karriere wurde im Jahre 2010 mit der Publikation der Kritik des Kulturjournalisten des Wall Street Journals Robert Hughes international, der besonders Simon Ghraichys Interpretation der Reminiscences de Dom Juan von Liszt bemerkte. Daraufhin spielte er auf mehreren Festivals, wie beispielsweise auf dem UniSA Internationalen Festival in Südafrika, dem EXIT Festival in Serbien oder dem Isang-Yun-Festival in Südkorea.
Er wird regelmäßig als Solist von Orchestern eingeladen, wie unter anderem vom Symphonieorchester des Bundesstaates Mexiko, dem brasilianischen Symphonieorchester, dem Symphonieorchester Kairo, dem libanesischen Symphonieorchester, dem Almaty Symphonieorchester, dem Nationalorchester Kubas und dem Jugendorchester Guadalajaras.
In Frankreich spielte er mit dem Pianisten Cyprien Katsaris in der Collégiale Saint-Frambourg in Senlis. Er spielte sowohl mit dem Cellisten Dominique de Willencourt im Musée d’Orsay, gab aber auch ein Recital in der Salle Cortot in Paris. Er wird regelmäßig von Sommerfestivals eingeladen.
Im Juni 2014 spielte Simon Ghraichy für die französischen und amerikanischen UN-Truppen in Bamako, Mali.
2015 nahm die Karriere Ghraichys eine neue Wendung. Er spielte auf dem Festival International d’Art Lyrique d’Aix-en-Provence und auf dem Baalbeck Internationalen Festival für die 60. Ausgabe. Er wurde auch für das Bard Music Festival in New York eingeladen, wo er zusammen mit dem American Symphony Orchestra spielte, und er gehört zum Programm des Lisztomania-Festivals in Frankreich. Er gibt erstmals Konzerte in der Carnegie Hall in New York im Oktober 2015, im Kennedy Center in Washington im März 2016 und in der Berliner Philharmonie im Herbst 2016.

## Diskographie
- Duels – Challenge Classics 2015
  - Franz Liszt, Klaviersonate h-Moll
  - Robert Schumann, Kreisleriana op. 16
- Heritages – Deutsche Grammophon 2017
  - Werke von Arturo Márquez, Enrique Granados, Claude Debussy, Manuel de Falla, Ernesto Lecuona, Isaac Albéniz, Heitor Villa-Lobos, Manuel María Ponce Cuéllar, Ernesto Nazareth, Louis Moreau Gottschalk und Mozart Camargo Guarnieri
- 33 – Deutsche Grammophon 2019
  - Werke von Charles Valentin Alkan, Philip Glass, Chilly Gonzales, Michael Nyman, Ariel Ramírez, Jacopo Baboni Schilingi, Robert Schumann, Pawel Szymanski und Francisco Tárrega